# تخت پاپوس
تخت پاپوس (انگلیسی: Papoose board) که بعضاً در ایران به آن تخت نگهدارنده کودک می‌گویند، یک تختهٔ تثبیت‌کننده و نگهدارنده پزشکی است که اجازهٔ تکان خوردن و تحرک به بیمار در حین انجام برخی درمان‌ها را نمی‌دهد و از بروز آسیب به بیماران پیشگیری می‌کند. واژه «پاپوس» (Papoos) اشاره به برند تولیدکنندهٔ این تخت‌های پزشکی دارد.
از این تخت بیشتر در دندان‌پزشکی، خونگیری سیاهرگی و برخی روندهای دیگر درمانی استفاده می‌شود. گاهی نیز در موقعیت‌های اورژانس که امکان آرامبخشی کامل وجود ندارد، از آن برای بی‌حرکت کردن بیمار استفاده می‌شود. از این تخت پزشکی برای بی‌حرکت کردن موقت و بی‌خطر بیماران استفاده می‌شود که روشی مطمئن‌تر از گرفتن دست و پای بیمار و نگه داشتن وی با دست است. این تخت بیشتر در کودکان و افراد دچار ناتوانی ذهنی کاربرد دارد.
تخت پاپوس یک تخت کوسن‌دار است که بندهای پارچه‌چسبی دارد که هنگام انجام عمل‌های پزشکی، حرکت بیمار را محدود کرده و او را محکم در یک‌جا نگه می‌دارد. گاهی از مواد تسکین‌بخش خوراکی، وریدی یا گازی مثل نیتروز اکسید برای آرام کردنِ بیماران پیش از قرار دادن آنها در تخت پاپوس استفاده می‌شود. استفاده از تخت پاپوس بر داروهای آرام‌بخش پزشکی ارجح است که ممکن است با عوارض جانبی خطرناک و حتی مرگ همراه باشد. در نتیجه برخی والدین ترجیح می‌دهند به‌جای مواد آرام‌بخش، از بند و لگام، مدیریت رفتار و اضطراب، کنترل بهتر درد و ضد اضطراب‌های کم‌خطر چون نیتروز اکسید استفاده شود. پیش از استفاده از تخت پاپوس، گرفتن رضایت‌نامه از بیمار یا والدین کودک لازم است. اگر رضایت کودک لازم باشد، در بیشتر مواقع استفاده از تخت پاپوس امکان‌پذیر نخواهد بود، چرا که کودکان تن به آن نخواهند داد. در برخی کشورها مثل بریتانیا، استفاده از تخت پاپوس ممنوع است و آنرا یک نقض اخلاقی جدی می‌دانند.
آکادمی دندان‌پزشکی کودکان آمریکا استفاده کامل یا نسبی از تخت نگهدارندهٔ کودک را در مواردی که برای محافظت بیمار، پزشک، کارکنان یا والدین ضروری است، تأیید کرده‌است. در سال ۲۰۰۴ میلادی، بیش از ۸۵ درصد از دانشکده‌های دندان‌پزشکی استفاده از تخت پاپوس را به عنوان یک روش قابل قبول مدیریت رفتار، به دانشجویان‌شان یاد می‌دهند.
تخت پاپوس در اصل یک وسیلهٔ چوبی و چرمی بود که بسیاری از قبایل سرخپوستان، از آن برای قنداق کردن نوزادان و شیرخواران استفاده می‌کردند. این وسیله با نام «تخت گهواره» (Cradleboard) هنوز در بسیاری از جاها استفاده می‌شود.